# Schloss Rothestein
Das Schloss Rothestein bei Bad Sooden-Allendorf ist ein neogotisches Schloss an der westlichen Abdachung des Höhenzuges Gobert im Werra-Meißner-Kreis in Hessen (Deutschland). Der Name leitet sich vom roten Sandstein des Berges ab, auf dem das Schloss steht.

## Geographische Lage
Das Schloss Rothestein steht 3,25 km südöstlich von Bad Sooden-Allendorf und etwa 1,2 km des westlichsten Gobert-Gipfels „Hörne“ (522,7 m ü. NHN) auf dem etwa 308 m ü. NHN hohen Schlossberg im Naturraum Südliches Gobert-Vorland. Etwa 500 m westlich, aber rund 150 m tiefer, verläuft die Werra mit einer Flussschleife unterhalb Kleinvachs.

## Geschichte

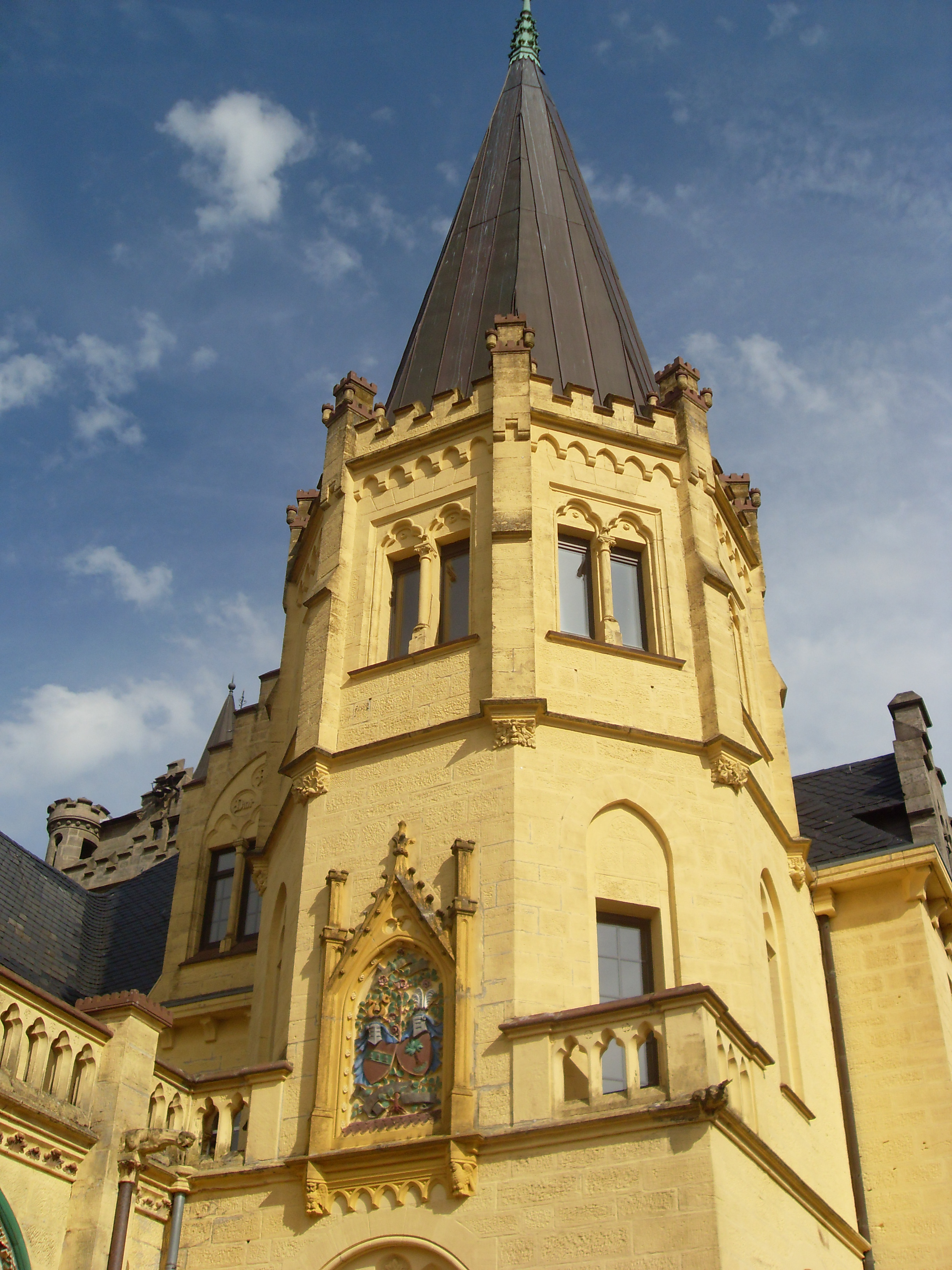
Turmspitze des Schlossturmes

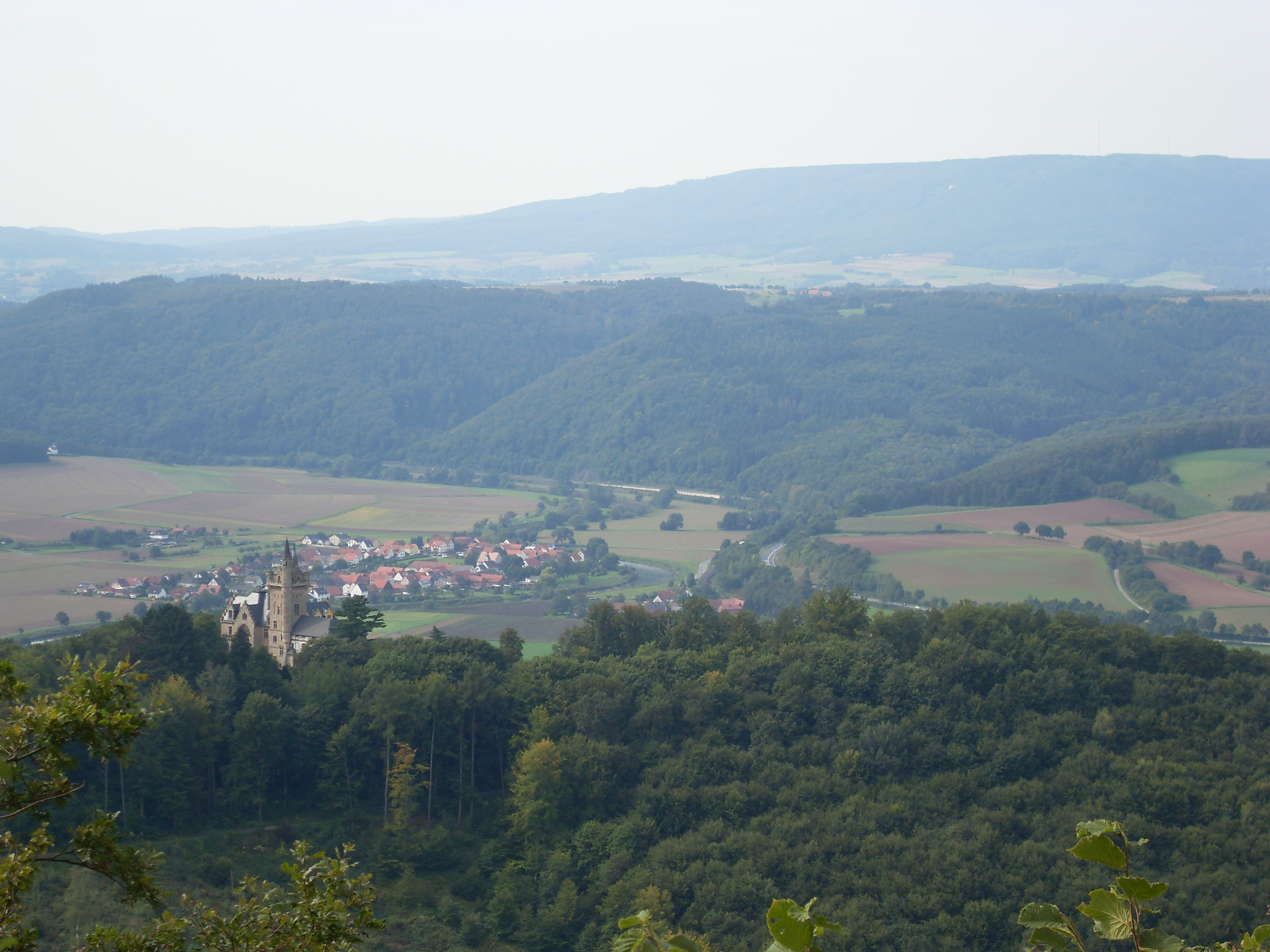
Schloss Rothestein in umgebender Landschaft

Am 13. August 1891 erfolgte durch Adolf Ludwig von und zu Gilsa, den Intendanten des Kasseler Hoftheaters, die Grundsteinlegung für den Schlossbau, auf dem Gelände einer abgegangenen mittelalterlichen Burganlage, wahrscheinlich der sogenannten „Osterburg“. Die Pläne für die Anlage stammten von dem Kasseler Architekten Georg Kegel. Mit Beginn der Bauarbeiten wurde zuerst am Nordwestfuß der Hörne die Gärtnerei errichtet und eine Villa mit Nebengebäuden, die der Bauherr bewohnte und so den Fortschritt der Arbeiten verfolgen konnte. Diese gingen nur langsam voran und waren erst 1894 mehrheitlich beendet.
Im Jahre 1897 wurde der gesamte Besitz an den Großindustriellen Baron Karl Ludwig (Louis) von Knoop verkauft, der das Schloss 1911 durch einen Anbau erweitern ließ. Das Hauptschloss wurde nach Knoops Tod 1927 von dem Freiherrn von Lüninck erworben. Seine Familie war bis 1989 im Besitz der gesamten Anlage. Heute gehören ihr noch die Gebäude der Gärtnerei. Im Jahre 1994 wurde das Schloss von Theo Becker aus Bergisch Gladbach gekauft, der 2010 verstarb. Er investierte sowohl in das Gebäude als auch in die Zufahrtsstraße.
Becker hatte es öffentlich zugänglich gemacht, nachdem das Gebäude zwischenzeitlich nur in seltenen Fällen besichtigt werden konnte, und im Sommer 2009 mit einem örtlichen Gastronomen ein Café eröffnet. Von dessen Terrasse bietet sich der Ausblick auf das Werratal und den Hohen Meißner. Ab 2020 stand das Schloss erneut zum Verkauf und hat seit 2021 einen neuen Eigentümer. Perspektivisch soll es wieder öffentlich zugänglich werden.

## Sonstiges
Im Jahre 2023 drehte die Band Electric Callboy hier ihr Musikvideo zum Cover von „Everytime We Touch“. Ebenfalls 2023 drehte die Band Exit Eden hier ihr Video zu ihrem Titel „Femme Fatale“.